# Peter Wackel
Peter Wackel est un chanteur de schlager allemand né le 21 septembre 1977 à Erlangen.
Il est notamment l'auteur en 2004 du tube de schlager Nüchtern bin ich so schüchtern (sobre, je suis si timide). En collaboration avec Chriss Tuxi, il sort plusieurs chansons, dont une reprise de Joana de Roland Kaiser qui est présente pendant neuf mois dans les meilleures ventes allemandes

## Discographie

### Albums
- 2000: Wackelkontakt
- 2006: Wackel Peter – Das Best of Peter Wackel Album

### Singles
- 1998: Vier (nachts stand ich vor ihr)
- 1999: Party, Palmen, Weiber und 'n Bier
- 2001: I’ve had the Time of my life mit Sharon Williams
- 2003: So schmeckt der Sommer
- 2004: Nüchtern bin ich so schüchtern
- 2005: Das Lied über mich (feat. Power Wuschel)
- 2006: Ladioo
- 2007: Ü30
- 2007: Joana (Du geile Sau) / Heimweh nach der Insel (Doppel A)
- 2008: Manchmal möchte ich schon mit dir... Veröffentlichung  17.Juli 2008
- 2009: Ich kenn nicht deinen Namen feat. Chris Tuxi